# سفانتي بابو
سفانتي بابو (مواليد 20 أبريل 1955) عالم وراثة سويدي متخصص في مجال علم الوراثة التطوري. بصفته أحد مؤسسي علم وراثة الحفريات، فقد عمل بشكل مكثف على جينوم النياندرتال. تم تعيينه مديرًا لقسم علم الوراثة في معهد ماكس بلانك لعلم الإنسان التطوري في لايبزيغ، ألمانيا، في عام 1997. وهو أيضًا أستاذ في معهد أوكيناوا للعلوم والتقنية في اليابان.
في عام 2022، حصل على جائزة نوبل في الطب أو علم وظائف الأعضاء «لاكتشافاته المتعلقة بجينومات أشباه البشر المنقرضة والتطور البشري».